# رهبران ابدی کره شمالی
رهبران ابدی کره شمالی (به کره‌ای: 공화국의 영원한 주석)، مناصبی هستند که خطی اضافه شده به مقدمه قانون اساسی سوسیالیستی جمهوری دمکراتیک خلق کره در ۳۰ ژوئن ۲۰۱۶ ایجاد شدند.
این خط چنین می‌گوید:
تحت رهبری حزب کارگران کره، جمهوری دمکراتیک خلق کره و مردم کره‌ای رفقای بزرگ کیم ایل-سونگ و کیم جونگ-ایل را به عنوان رهبران ابدی کره جوچه‌ای می‌دانند …

## تاریخچه این خط

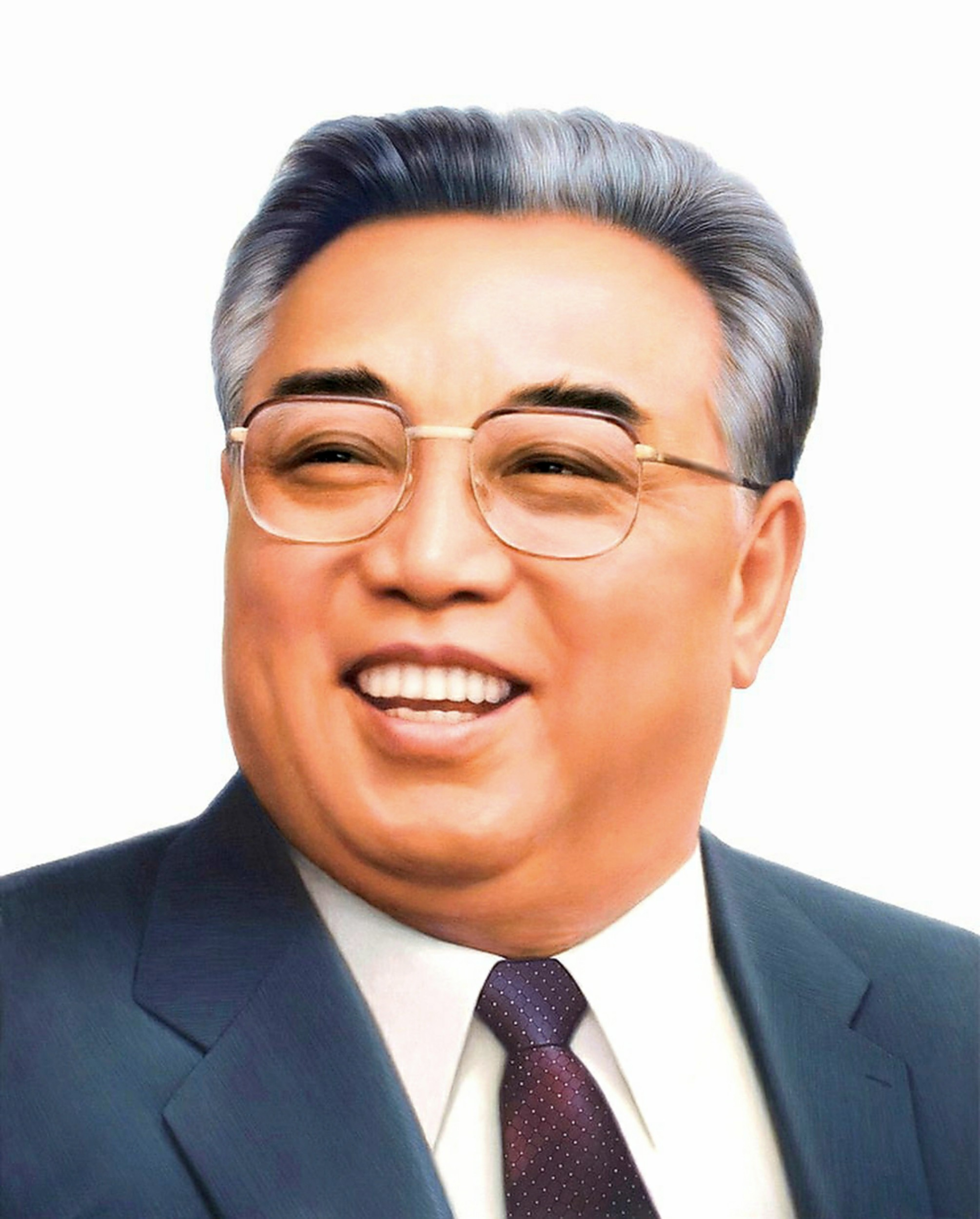
تصویر رئیس‌جمهور ابدی کره شمالی

### رئیس‌جمهور ابدی کره شمالی
پیشتر عنوان رئیس‌جمهور ابدی کره شمالی را سطری در مقدمه قانون اساسی کره شمالی تعیین کرد و در ۵ سپتامبر ۱۹۹۸ مورد اصلاح قرار گرفت. بر اساس آن: «تحت رهبری حزب کارگران کره، جمهوری دموکراتیک خلق کره و خلق کره، رهبر معظم رفیق کیم ایل سونگ را به‌عنوان رئیس‌جمهور ابدی تحسین می‌کنند.» بنابراین، این عنوان همیشه فقط به او اطلاق خواهد شد.
سطر رئیس‌جمهور ابدی کره شمالی فقط در مقدمه قانون اساسی آمده و نه در متن اصلی قانون و ارتباطی با هیچ‌یک از ارگان‌های دولتی با قدرت‌های و مسئولیت‌های مشخص ندارد.

### دبیرکل ابدی حزب کارگران کره
پس از مرگ کیم جونگ ایل قانون اساسی اصلاح شد تا او را دبیرکل ابدی حزب کارگران کره کند. عنوان رهبر حزب به دبیر اول حزب کارگران کره تغییر داده شد.